# Municipio de Unión Hidalgo
El municipio de Unión Hidalgo es uno de los 570 municipios en que se encuentra dividido el estado mexicano de Oaxaca. Se localiza en la región del istmo de Tehuantepec, dentro del distrito de Juchitán y su cabecera es la población de Unión Hidalgo.

## Geografía
El municipio de Unión Hidalgo se encuentra localizado en el Istmo de Tehuantepec, directamente al norte de la Laguna Superior. Forma parte del distrito de Juchitán y de la Región Istmo. Tiene una extensión territorial de 113.177 kilómetros cuadrados y sus coordenadas geográficas extremas son 16°26′ - 16°33′ de latitud norte y 94°43′ - 94°55′. Su altitud es muy baja, fluctúa de 0 a 100 metros sobre del nivel del mar.
Limita al noreste con el municipio de Santo Domingo Ingenio, al sureste con el municipio de Santiago Niltepec, al sur con el municipio de San Dionisio del Mar y al suroeste, oeste y noroeste con el municipio de Heroica Ciudad de Juchitán de Zaragoza.

### Orografía e hidrografía
Por su localización, Unión Hidalgo está situado en una zona que carece de elevaciones. Por lo tanto, la flora se ve limitada a pastizales, espinales, pequeños palmares y arbustos de poca consideración, es importante recalcar que hay una gran variedad de árboles de madera como el roble, la caoba y árboles de sombra como el pochote.
El Río Espíritu Santo, que atraviesa de norte a sur  del municipio y la ciudad, está ubicado en la parte este. Unión Hidalgo no cuenta con una franja costera, pero administra una localidad costera  llamada Playa Unión (Raa Bidxi) ubicada a 15 minutos de la población viajando en automóvil, y que se encuentra en territorio del Municipio de Juchitán de Zaragoza.
El municipio presenta sólo una elevación, que es conocida como "Cerro Iguana".

### Clima y ecosistemas
En Unión Hidalgo hay una gran variedad de plantas y flores; las más destacadas son las llamadas "Guiechachi" o flor de mayo (Cacalosúchil), gardenias, tulipanes, y una de las más tradicionales y que se utiliza en Semana Santa; el jazmín.
Unión Hidalgo cuenta con un clima caluroso, ya que está en la zona más tórrida del Istmo de Tehuantepec. En invierno las temperaturas máximas bajan a 22 °C y las mínimas a 15 °C en diciembre. En esta época suele haber ligeras lluvias. Durante el verano la temperatura aumenta considerablemente, y es en esta estación cuando el poblado es fuertemente azotado por lluvias y numerosos huracanes. Uno de los más intensos fue el huracán Stan y el huracán Bárbara (2013). Finalmente, entre el invierno y primavera principalmente en el mes de febrero y marzo, Unión Hidalgo es golpeado fuertemente por vientos que superan los 150 km/h.
Existe un amplio abanico de fauna, incluyendo la "iguana verde", especie endémica del municipio y de la región del Istmo de Tehuantepec. También se pueden encontrar, aves como: el búho, cotorras verdes; reptiles como coralillo, serpiente de látigo (benda gope), armadillo; y varias especies de arácnidos, siendo la más común la tarántula.
Aún existe mucha vegetación a sus alrededores, cuenta con un área protegida llamada el palmar. En el tramo carretero que conecta a este municipio con el municipio de Juchitán se encuentra el Río Verde (localmente conocido como "El Estero"), que funge como frontera natural entre ambos municipios.

## Demografía
La población total del municipio de acuerdo con el Censo de Población y Vivienda realizado en 2020 por el Instituto Nacional de Estadística y Geografía, es de 14,542 habitantes, de los que 7,077 son hombres y 7,465 son mujeres.

### Localidades
El municipio se encuentra formado por diez localidades, las principales y su población de acuerdo al censo de 2020 son:
| Localidad                    | Población (2010) |
| ---------------------------- | ---------------- |
| Unión Hidalgo                | 13 683           |
| Santa Cruz de los Pescadores | 226              |
| Colonia Juquilita            | 95               |
| Cheguigo Palmeros            | 93               |
| Colonia 14 de Febrero        | 45               |
| La Deportiva Quinta Sección  | 41               |
| Gubiña Guete'                | 25               |
| Mariano Juan Castillo        | 9                |
| Total municipio              | 14 542           |

## Política
El gobierno del municipio de Unión Hidalgo es electo mediante el principio de partidos políticos, como en la gran mayoría de los municipios de México. El gobierno le corresponde al ayuntamiento, conformado por el presidente municipal, dos síndicos y el cabildo integrado por cinco regidores. Todos son electos mediante voto universal, directo y secreto para un periodo de tres años que pueden ser renovables para un periodo adicional inmediato.

### Representación legislativa
Para la elección de diputados locales al Congreso de Oaxaca y de diputados federales a la Cámara de Diputados federal, el municipio de Unión Hidalgo se encuentra integrado en los siguientes distritos electorales:
Local:
- Distrito electoral local de 20 de Oaxaca con cabecera en Heroica Ciudad de Juchitán de Zaragoza.[5]

Federal:
- Distrito electoral federal 7 de Oaxaca con cabecera en Ciudad Ixtepec.[6]

## Presidentes municipales
| Nombre                                          | Período     | Partido |
| ----------------------------------------------- | ----------- | ------- |
| Laureano Sánchez Vázquez                        | 1978 - 1980 |         |
| Alfredo Ruiz Ruiz                               | 1981        |         |
| Marcelino Alvarado Toledo (interino)            | 1982 - 1983 |         |
| Donaciano Castillo Gutiérrez                    | 1984 - 1986 |         |
| Gustavo Martínez López                          | 1987        |         |
| Jacinto Morales Regalado (interino)             | 1988 - 1989 |         |
| Florentino Ruiz Fuentes                         | 1990 - 1992 |         |
| Pedro Matus Ruiz                                | 1993 - 1995 |         |
| Carlos Sánchez Ruiz                             | 1996 - 1998 |         |
| Ulises Escobar Alonso (interino Tomás López Z.) | 1999 - 2001 |         |
| Armando Sánchez Ruiz                            | 2002 - 2004 |         |
| Ulises Escobar Alonso                           | 2005 - 2007 |         |
| Rufino Ortega Matus                             | 2008 - 2010 |         |
| Carlos Villalobos Antonio                       | 2011 - 2013 |         |
| José López de la Cruz                           | 2014 - 2016 |         |
| Wilson Sánchez Chevez                           | 2017 - 2018 |         |
| César Carrasco Vicente                          | 2019 - 2021 |         |
| Juan Jesús Martínez Rasgado                     | 2022 - 2024 |         |
| José Carlos López Alonso                        | 2025 - 2027 |         |